# 담양공공도서관
담양공공도서관은 전라남도 담양군 소재의 공공 도서관이다.

## 연혁
- 2013.02.28 제45회 한국도서관상 수상
- 2012.12.31 전라남도교육청 지정 평생학습관(2013~2014)
- 2012.12.08 국제자료실 개실
- 2012.12.01 장애인정보누리터 구축
- 2012.10.17 2012 도서관운영평가 문화체육관광부장관상 수상
- 2011.01.21 전라남도교육청 지정 평생학습관(2011~2012)
- 2010.10.11 제9회 전국평생학습축제 특별상(평생교육진흥원장)
- 2010.07.23 국립중앙도서관 제3회 도서관장애인서비스 우수사례 장려상
- 2007.02.02 전라남도교육청 지정 시범평생학습관
- 2005.03.03 전라남도교육청 지정 중부권역 시범평생학습관
- 2002.05.01 교육인적자원부 지정 전라남도 평생교육정보센터(2002~2007년)
- 2001.05.30 전라남도교육청 지정 평생학습관
- 1997.12.31 신축도서관 이전 (현부지 500석 규모)전남 담양군 담양읍 백동리 256-4
- 1990.10.30 담양공공도서관 개관(208석 규모)전남 담양군 담양읍 남산리 305

## 시설현황
- 자료실: 어린이실, 종합자료실, 디지털자료실,국제자료실(장애인정보누리터)
- 열람실: 제1열람실, 제2열람실
- 평생학습실: 제1평생학습실, 제2평생학습실, 동아리실 1, 동아리실2
- 기타: 행정실, 관장실, 시청각실, 휴게실

## 이용 안내
이용 시간
휴관일
- 매주 월요일
- 일요일이 아닌 관공서의 공휴일(일요일과 공휴일이 겹칠 경우 휴관)
- 특별한 사유로 관장이 지정한 날